# Nada memorable
Nada memorable es el segundo álbum de estudio de la banda argentina Los 7 Delfines, lanzado en 1993. Para su grabación, la banda convocó al guitarrista Roly Ureta, excompañero de Coleman, tras la partida de Horacio Villafañe.

## Grabación y Contenido
Después de una fuerte discusión con Richard Coleman, Horacio Villafañe decidió dejar definitivamente la banda en marzo de 1993, y regresar a Todos Tus Muertos. En su reemplazo, convocaron transitoriamente a Roly Ureta (ex-Fricción). Ya como trío tocaron como teloneros de INXS y Soul Asylum, en el estadio Velez Sarsfield. El primer corte de difusión fue "Tuyo".
Como particularidad, el libro interno del CD se hizo con páginas separadas en papel vegetal con tres en papel plastificado con una foto de los integrantes del grupo.

## Canciones
- Todas las canciones fueron compuestas por Richard Coleman y Ricky Sáenz Paz, excepto donde se indique.

1. "Nubes"                                          – 3:30
2. "Tuyo"                                           – 3:37
3. "Lluvia intensa" (Ricky Sáenz Paz)           – 3:27
4. "Cenizazay"                                      – 4:10
5. "Nada memorable" (Coleman)   – 5:21
6. "Ella"           (Coleman, Sáenz Paz, D'Aguirre) – 3:37
7. "Tanto"                                          – 6:04
8. "Todo se mueve"  (Coleman, Sáenz Paz, D'Aguirre) – 3:46
9. "Placebo"        (Coleman, Sáenz Paz, D'Aguirre) – 4:21
10. "Versos secretos" (Coleman)  – 4:03
11. "(A) Marte"      (Coleman, Sáenz Paz, Ureta)     – 4:58

## Personal
Músicos
- Richard Coleman - Voz líder, efectos, guitarra eléctrica y acústica.
- Ricky Sáenz Paz - Bajo eléctrico, guitarra eléctrica, y samplings.
- Braulio D'Aguirre - Batería.

Invitados
- Martín Tessitore - Coros.
- Roly Ureta - Guitarra líder

### Colaboradores
- Eduardo Bergallo - Ingeniero de sonido y Mezcla.